# Lophoptera chlorograpta
Lophoptera chlorograpta là một loài bướm đêm trong họ Noctuidae.